# 久吉
久吉，是匈牙利绍莫吉州所辖的一个村。总面积15.31平方公里，总人口284，人口密度18.5人/平方公里（2011年1月1日）。